# 科尔基勒鲁瓦
科尔基勒鲁瓦（法語：Corquilleroy，法語發音：[kɔʁkilʁwa]）是法国卢瓦雷省的一个市镇，位于该省东北部，属于蒙塔日区。

## 地理
科尔基勒鲁瓦（48°2'41"N, 2°41'59"E）面积13.96 平方千米，位于法国中央-卢瓦尔河谷大区卢瓦雷省，该省份为法国中北部省份，北起埃松省，西北接厄尔-卢瓦省，西南接卢瓦-谢尔省，南至涅夫勒省和谢尔省，东临约讷省，东北接塞纳-马恩省。
与科尔基勒鲁瓦接壤的市镇（或旧市镇、城区）包括：瑟普瓦、卢万河畔沙莱特、日罗勒、贡德勒维尔、帕讷、加蒂奈地区特雷耶。

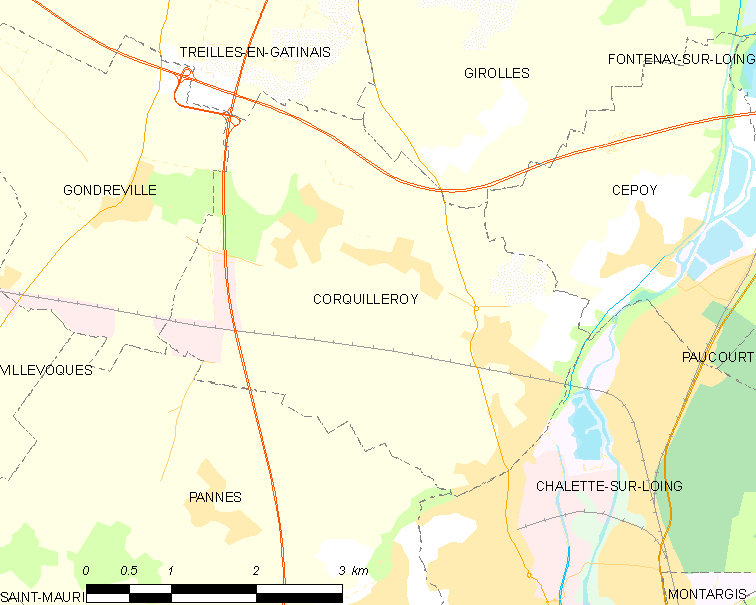
科尔基勒鲁瓦的OSM定位图

科尔基勒鲁瓦的时区为UTC+01:00、UTC+02:00（夏令时）。

## 行政
科尔基勒鲁瓦的邮政编码为45120，INSEE市镇编码为45104。

## 政治
科尔基勒鲁瓦所属的省级选区为卢万河畔沙莱特县。

## 人口

1962-2008年间科尔基勒鲁瓦人口变化图示

科尔基勒鲁瓦于2022年1月1日时的人口数量为2840人。